# Yunmen

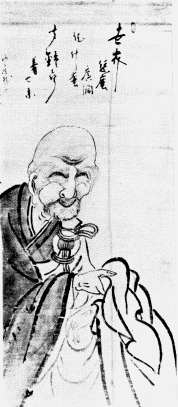
Chan-Meister Yunmen

Yúnmén Wényǎn (chinesisch 雲門文偃 / 云门文偃, jap. Ummon Bun’en; * 864; † 949) ist ein Meister des Chan, der am Ende der Tang-Dynastie lebte. Er gilt als Gründer der Wolken-Tor Schule, die eine der „Fünf Schulen“ im alten China ist, auf die sich alle heute noch existierenden Zen-Traditionen begründen. 
Yunmen gilt als Urheber vieler bekannter Zen-Zitate und Koans, wie des bekannten Spruchs „Jeder Tag ist ein guter Tag!“. Bekannt wurde z. B. auch die Geschichte, in der ein Mönch fragte: „Was ist Buddha-Natur?“ Yunmen antwortete sinngemäß: „ein getrockneter Stab mit Scheiße“ (jap. „Kanshiketsu!“; Bezeichnung für Holzspachtel zur Reinigung des Afters nach dem Stuhlgang in Ostasien bis zur Einführung des Toilettenpapiers). Yunmen sah hier die Anhaftung des Mönchs an einem überhöhten und kategorisch reinen Begriff von Buddha. Das Nirvana-Sutra lehrt aber, dass die letzte Wirklichkeit in allen Dingen ist.
Diese Destruktion des Begriffs Buddha als heiliges Objekt findet sich auch in dieser überlieferten Geschichte des Zen-Meisters:

„Unmittelbar nach seiner Geburt wies der Buddha mit der einen Hand gen Himmel und mit der anderen zur Erde, ging sieben Schritte in einem Kreis, blickte in alle vier Himmelsrichtungen und sagte: „Im Himmel und auf Erden bin ich der einzig Verehrte.“ Meister Yunmen sagte: „Hätte ich das damals miterlebt, so hätte ich ihn mit einem Stockhieb niedergestreckt und ihn den Hunden zum Fraß vorgeworfen - ein hehres Unterfangen für den Frieden auf Erden.““